# Incydent w Dolinie Wairau

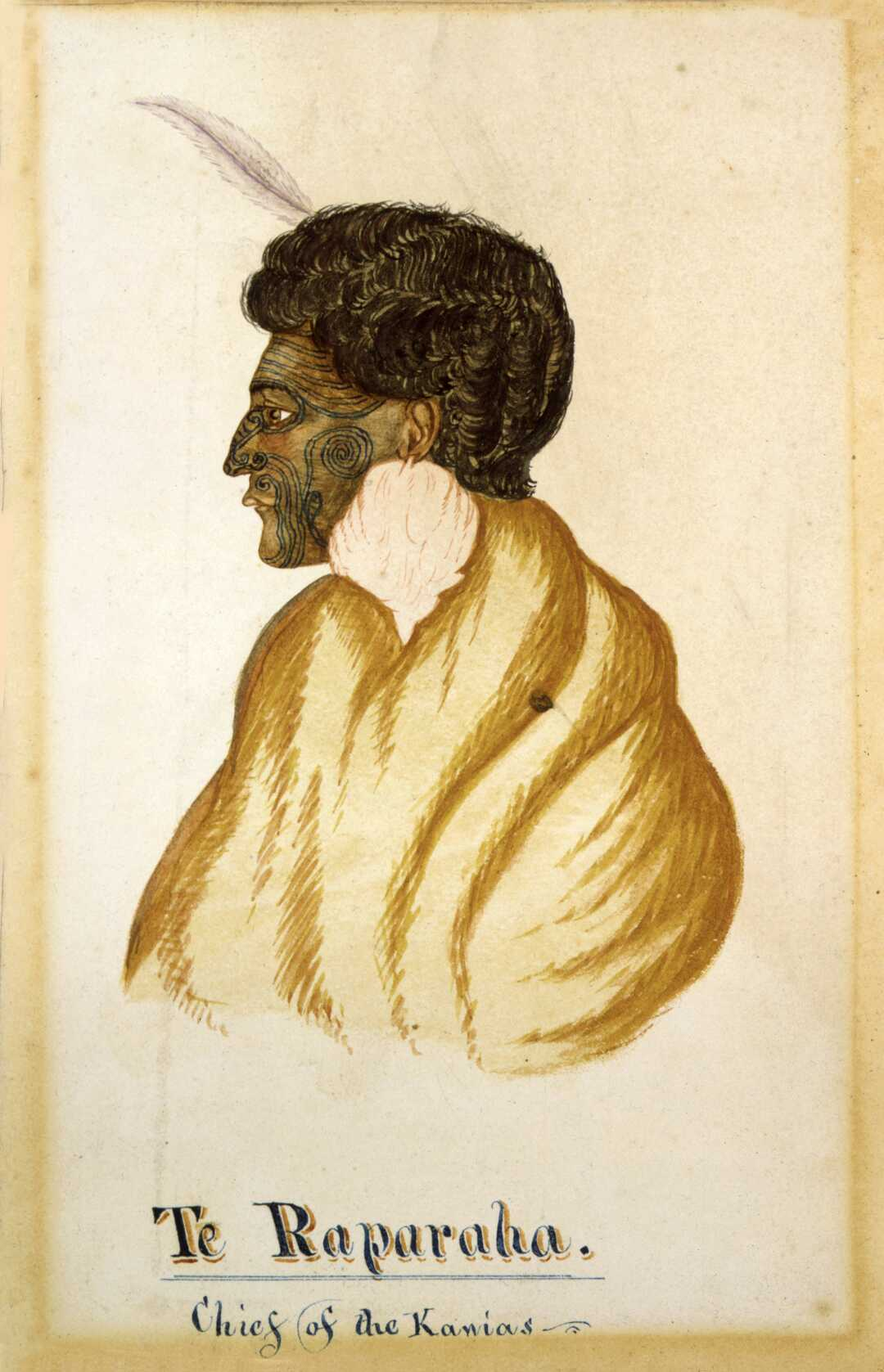
Wódz iwi Ngāti Toa, Te Rauparaha

Incydent w Dolinie Wairau – pierwsze poważne starcie zbrojne pomiędzy ludem Maorysów a brytyjskimi osadnikami po podpisaniu traktatu z Waitangi i jedyne, do jakiego doszło na Wyspie Południowej. Miało miejsce 17 czerwca 1843 roku, a w najstarszych tekstach dotyczących dziejów Nowej Zelandii jest nazywane Masakrą w Wairau. Czterech Maorysów poniosło śmierć i trzech dalszych odniosło rany w tym starciu, podczas gdy Europejczycy stracili 22 zabitych i 5 rannych. Dwunastu białych zostało zastrzelonych lub zatłuczonych maczugami po poddaniu się ścigającym ich Maorysom.
Incydent przyczynił się do zwiększenia obaw białych osadników przed zbrojnym powstaniem Maorysów i był pierwszym poważnym wyzwaniem dla gubernatora Roberta FitzRoya, który objął urząd w Nowej Zelandii pół roku później. Fitzroy był ostro krytykowany przez osadników i zarząd New Zealand Company za swój werdykt, zgodnie z którym Maorysi nie zostali ukarani za zabicie białych.

## Podłoże
New Zealand Company zaczęła budować osiedla wokół Nelson na północnym krańcu Wyspu Południowej w roku 1840. Do roku 1841 miały one zająć obszar 810 km², ale pod koniec roku, mimo że wszystkie działki zostały sprzedane w Anglii, agenci firmy w Nowej Zelandii mieli trudności z pozyskaniu odpowiedniej ilości gruntów. Osadnicy zaczęli kupować spore obszary ziemi bezpośrednio od Māori bez powiadamiania nowo powołanych do życia władz kolonii i często nie sprawdzając prawa sprzedających do dysponowania oferowanym obszarem ziemi. Taka sytuacja powodowała powstawanie napięć i doprowadzała do sporów pomiędzy zainteresowanymi stronami.
W styczniu 1843 roku kapitan Arthur Wakefield, który został wyznaczony przez New Zealand Company jako przewodnik pierwszej grupy osadników zmierzających do Nelson, napisał do swego brata, pułkownika Edwarda Wakefielda, jednego z założycieli New Zealand Company, że znalazł odpowiedni szmat ziemi w Wairau, około 25 km od Nelson. Był on w posiadaniu sfałszowanego aktu własności, który nabył od wdowy po wielorybniku twierdzącej, że kupiła ziemię od Te Rauparaha'i z iwi Ngāti Toa i przyznawał w liście do kompanii w marcu, że „spodziewa się pewnych trudności ze strony krajowców”.
Przyczyna owych „spodziewanych trudności” była oczywista: wodzowie Te Rauparaha i Te Rangihaeata oraz ich pobratymcy z Ngāti Toa byli właścicielami ziemi i nikt im za nią nie zapłacił. Do tej pory podobne spory rozwiązywane były na drodze negocjacji i Te Rauparaha był gotów negocjować kwestię ziem w Wairau.

## Starcie

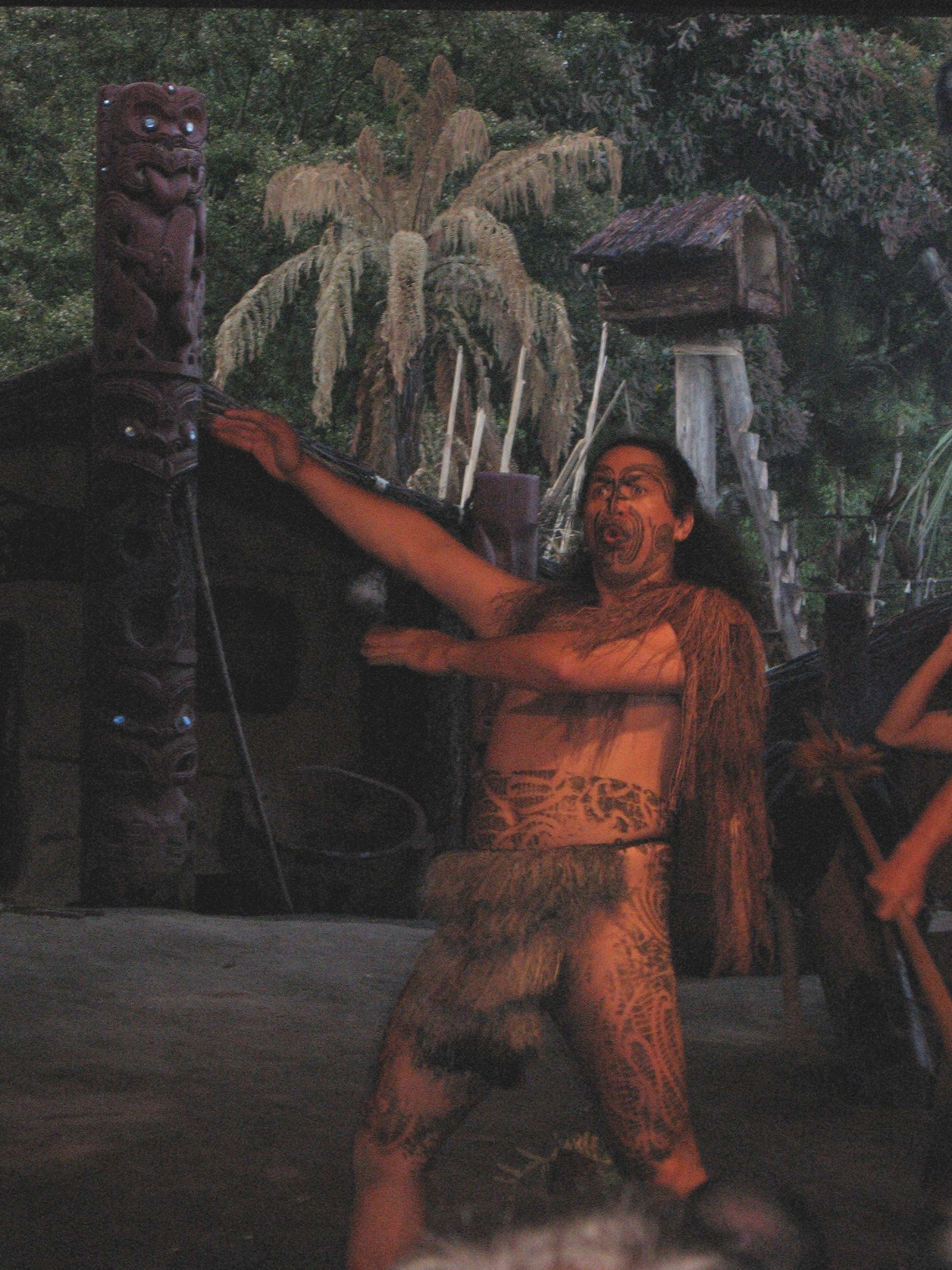
Wojownik maoryski wykonuje wojenny taniec Haka

W styczniu 1843 roku Nohorua, starszy brat Te Rauparaha'i, udał się na czele delegacji wodzów do Nelson, by zaprotestować przeciw działaniom białych w Dolinie Wairau. W dwa miesiące później Te Rauparaha osobiście zjawił się w Nelson, żądając by sprawę własności ziemi powierzono komisarzowi ziemskiemu Williamowi Spainowi, który właśnie zaczął przegląd wszystkich zakwestionowanych aktów kupna/sprzedaży New Zealand Company. Arthur Wakefield odrzucił żądanie i poinformował Te Rauparaha, że jeśli miejscowi Māori będą przeszkadzać kompanii w pomiarach ziemi, on osobiście przybędzie na czele 300 policjantów i aresztuje wodza.
Wakefield pospiesznie wysłał w teren trzy grupy mierniczych. Zostali oni natychmiast zatrzymani przez Maorysów, którzy zniszczyli instrumenty pomiarowe, ale ludzi puścili wolno.
Te Rauparaha i Nohorua napisali 12 maja do Spaina, prosząc go o spieszne przybycie na Wyspę Południową i zapoznanie się z roszczeniami kompanii do Wairau. Spain odpowiedział, że uczyni tak, gdy tylko zakończy sprawy w Wellington. Po miesiącu, gdy komisarz Spain nie dawał znaku życia, oddział pod wodzą Te Rauparaha udał się do Wairau i zniszczył wszystkie instrumenty, narzędzia i zbudowane przez mierniczych prymitywne szałasy. Samym mierniczym nic się nie stało, po prostu kazano im wracać do Nelson.
Podbudowany nieprzemyślanym doniesieniem nelsońskiej gazety „Examiner” o „maoryskiej zniewadze w Wairoo”, Wakefield zebrał grupę białych, w tym wydawcę gazety G.R. Richardsona i 24 pracowników fizycznych, których zmuszono do zaprzysiężenia jako tymczasowych policjantów. Naczelnik Policji Augustus Thompson wydał nakaz aresztowania Te Rauparaha i Te Rangihaeata – których Wakefield nazywał w liście „parą wędrownych zbirów” – i oddelegował do akcji rządowy bryg, który właśnie kotwiczył w Nelson.
Rankiem 17 czerwca grupa białych (jej liczebność po lądowaniu wzrosła do około 60) podeszła pod obozowisko Maorysów. Byli uzbrojeni w tasaki, bagnety, pistolety i karabiny. Te Rauparaha miał do dyspozycji około 90 wojowników; obecne były też liczne kobiety i dzieci. Wódz zezwolił Thompsonowi i pięciu innym białym zbliżyć się do siebie, reszcie Brytyjczyków kazał zostać po drugiej stronie strumienia.
Thompson z miejsca przyjął agresywną postawę. Odmówił Te Rauparaha'i podania ręki i oświadczył, że przybył by go aresztować, nie w sprawie dysputy o ziemię, ale za spalenie „domów”. Te Rauparaha odparował, że szałasy zostały wzniesione z drzew i krzewów rosnących na jego terytorium, z czego wynika, że spalił swoją własność.
Mimo to Thompson, nadal zachowując się agresywnie, przystąpił do czynności (aresztowania Te Rauparaha'i), w którym to celu wyciągnął kajdany, co nie na żarty rozgniewało wodza. Thompson zawołał do ludzi stojących po drugiej stronie strumienia, by osadzili bagnety na karabinach i wkroczyli do akcji. W chwili gdy zaczęli forsować strumień padł z ich strony pojedynczy strzał, od którego zginęła żona Te Rangihaeta'i, Rongo. Rozpoczęła się strzelanina z obu stron, co kosztowało życie kilku osób z obu stron. Biali uciekali w górę stoku po drugiej stronie strumienia pod ogniem wojowników Ngāti Toa.
Te Rauparaha kazał wojownikom ścigać białych. Ci Europejczycy, którzy nie zdążyli uciec, zostali prawie natychmiast okrążeni przez przeważające siły Maorysów. Wakefield poprosił o przerwanie ognia i poddał się wraz z Thompsonem, Richardsonem i dziesięcioma innymi. Dwóch z tej grupy zginęło jeszcze przed poddaniem się.
Teraz Te Rangihaeata zażądał „utu”, czyli zemsty, za śmierć żony, która była córką Te Rauparaha'ego. W tej sytuacji wszyscy ujęci biali, w tym także Thompson i Wakefield, zostali zamordowani.
Podczas starcia zginęło czterech Maorysów, a trzech odniosło rany, wśród białych było 22 zabitych i 5 rannych.

## Po walce

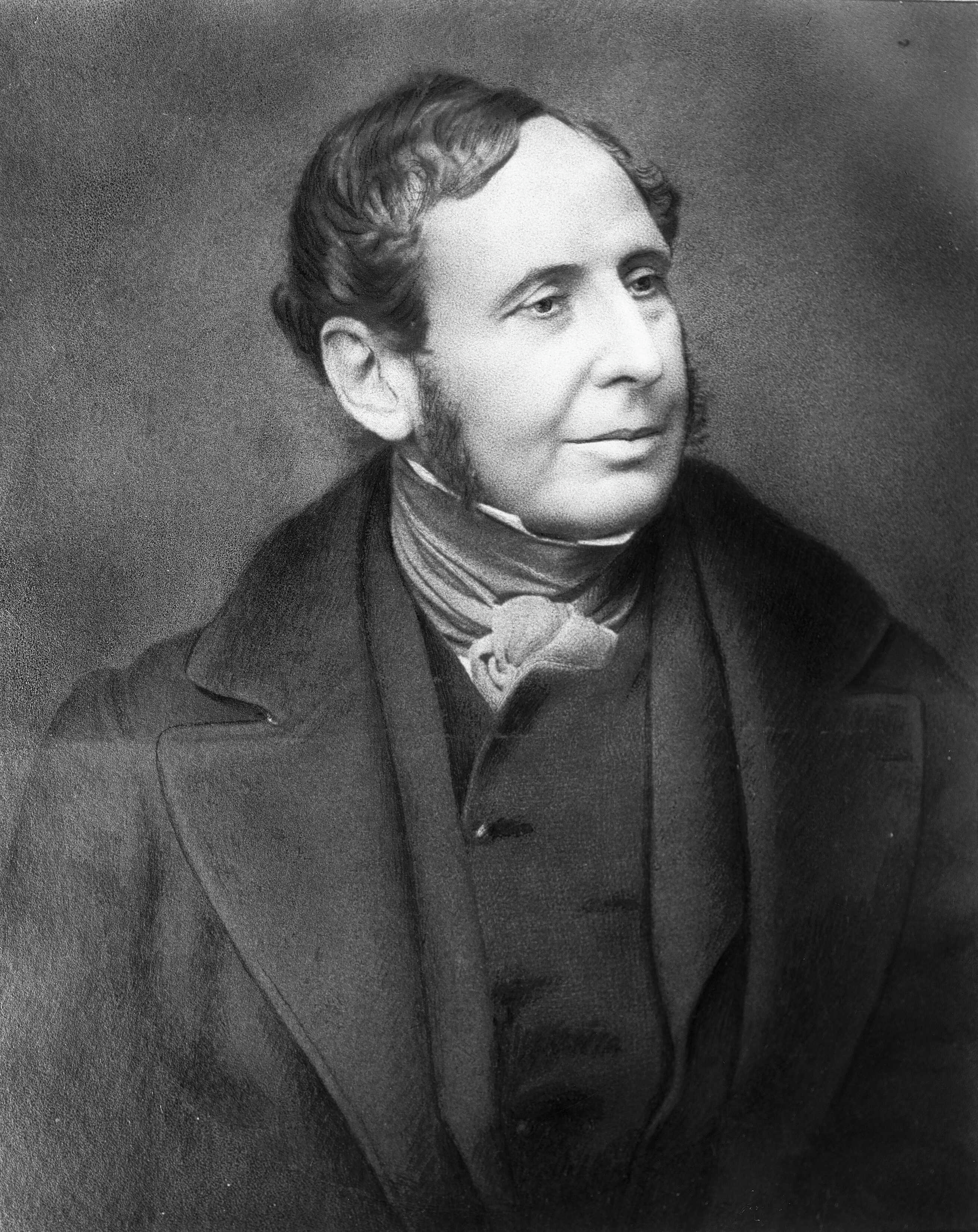
Gubernator Nowej Zelandii Robert FitzRoy

Pogłoski o „straszliwej masakrze” dokonanej przez „barbarzyńskich tubylców” na obywatelach brytyjskich dotarły nawet do Anglii. Sprzedaż działek przez New Zealand Company prawie ustała, bowiem stało się oczywiste, że kompania stosowała nieuczciwe metody w zachwalaniu oferowanej ziemi, a wcześniejsze doniesienia prasowe mijały się z rzeczywistością.
Wśród osadników w Nelson panowała nerwowa atmosfera, a jedna z grup wysłała deputację do władz z oznajmieniem, że ci, którzy zginęli „wykonywali swe obowiązki jako poddani Korony... a osoby, przez które zostali zabici, to na zdrowy rozum i w świetle widzenia prawa są mordercami”.
Pod koniec stycznia lub na początku lutego 1844 roku – w miesiąc po objęciu urzędu – nowy gubernator kolonii Robert Fitzroy odwiedził Wellington i Nelson z zamiarem uspokojenia sytuacji na linii Māori – Europejczycy, przede wszystkim w świetle incydentu z Wairau. Tak wiele przeciwstawnych oświadczeń zostało w tej kwestii wydanych, że nie był w stanie stwierdzić z całą pewnością, kto zawinił. Jednakże natychmiast skarcił przedstawicieli New Zealand Company i wydawców The New Zealand Gazette, za ich agresywny język wobec Māori, ostrzegając, że „nawet jeden akr, nawet jeden cal ziemi należącej do krajowców nie może być tknięty bez ich zgody”. Zażądał również, by osoby, które wydały nakazy aresztowania wodzów maoryskich, zrzekły się swych mandatów.
Z Nelson pożeglował, wraz ze swymi urzędnikami, do Waikanae (Wellington) na Wyspie Północnej, gdzie przeprowadził własne śledztwo w sprawie incydentu na Równinie Wairau. Otworzył następnie proces mówiąc do ponad 500 zgromadzonych w sądzie Māori: „Gdy po raz pierwszy usłyszałem o masakrze w Wairau, byłem bardzo zły... Moją pierwszą myślą było dokonanie odwetu za śmierć moich przyjaciół i innych pakeha (obcych), którzy zginęli wraz z nimi. Nosiłem się z zamiarem sprowadzenia wielu okrętów z wieloma żołnierzami... Gdybym to uczynił, wy i wasze pa uległyby zagładzie. Ale po rozpatrzeniu całej sprawy doszedłem do wniosku, że przede wszystkim winić muszę pakeha”.
Te Rauparaha, Rangihaeatea i pozostali obecni Māori zostali poproszeni o przedstawienie swojej wersji wydarzeń, w czasie których Fitzroy robił notatki i zadawał dodatkowe pytania. Zakończył spotkanie zapowiadając następne, podczas którego miał ogłosić swoją ostateczną decyzję: „Po pierwsze winni byli biali ludzie. Nie mieli prawa do dokonywania pomiarów... nie mieli prawa budować domów na tym terenie. W związku z tym, że zachowali się źle, nie będę domagał się zemsty za ich śmierć”.
Fitzroy powiedział przy okazji wodzom, że sami też popełnili „ciężką zbrodnię, mordując ludzi, którzy się dobrowolnie poddali uznając waszą wodzowską godność. Biali ludzie nigdy nie zabijają jeńców”. Wezwał Europejczyków i Maorysów do życia w pokoju bez dalszego rozlewu krwi.
Osadnicy i przedstawiciele New Zealand Company byli oburzeni wnioskami gubernatora, ale były to wnioski wielce roztropne i pragmatyczne: Maorysi mieli przewagę nad osadnikami w stosunku 900:1, a wiele iwi od dziesięcioleci gromadziło broń, co pozwalałoby im na wyniszczenie białych w okolicach Wellington i Nelson. FitzRoy zdawał sobie sprawę, że wysłanie wojsk przez rząd brytyjski by rozpocząć wojnę z Maorysami w obronie białych osadników jest bardzo mało prawdopodobne Raport FitzRoya został zaaprobowany przez sekretarza do spraw kolonii, lorda Stanleya, który oświadczył, że akcja pod przywództwem Thompsona i Wakefielda była „oczywiście nielegalna, bezprawna i nierozumna”, i że ich śmierć była tego „naturalną konsekwencją”. William Williams, przywódca Stowarzyszenia Misjonarzy Kościoła, również jasno wskazał winę „naszych pobratymców, którzy poczynali nierozważnie i wyraźnie sprowokowali krajowców”.